# 坂本和弥
坂本 和弥（さかもと かずや、1983年12月10日 - ）は一卵性双生児デュオ「ON/OFF」のメンバーで坂本直弥の双子の弟。福岡県久留米市出身。デビュー曲は「永遠の刹那」。

## 略歴
学園忍者アクションドラマ「風魔の小次郎」の小龍役で出演。エンディングテーマ「永遠の刹那」を歌唱。
高校時代に歌手になろうと決心して、音楽スクールへ。東京でやりたいという思いが出てきて兄・直弥と共に上京。東京でのストリートライブ中に、「風魔の小次郎」の小龍役に抜擢されて、エンディングテーマ「永遠の刹那」でアーティスト・役者、同時デビューを果たす。
好きな食べ物はカレー。好きなブランドはBALENCIAGA。
名前の由来は、場を和ませられるような優しい子に育って欲しいという親の願いから。
2015年1月にON/OFFを解散。同年7月より専門学校の講師、ボーカルディレクターとして勤務している。
2016年10月2日からAMG MUSICとラジオ大阪による合同企画、森川智之主演、ラジオドラマ「帝王森川とボイトレ男子」に声優出演、解散後初めてラジオ番組に登場。
2019年7月 - 映画「黒い乙女Q&A」主題歌を歌唱。
2020年1月 - ドラマ「田園ボーイズ」主題歌を10年以上の友、藤田玲とセッション。
2022年8月 - フリーランスに転身し、音楽活動再開。
2023年8月 - ドイツ開催【マイン祭り】に出演。

## 出演
ON/OFFでの出演はON/OFF#出演を参照

### テレビアニメ
- 真夜中のボイトレ男子（2019年、tvk・ニコニコチャンネル） - ボイスエンジェル 役

### ラジオ
- 帝王森川とボイトレ男子（※ドラマパートのみ）（2016年10月2日〜2017年4月2日／ラジオ大阪・ニコニコチャンネル） - ボイスエンジェル、坂本セシル 役

### Web
- 「帝王森川とボイトレ男子」ニコ生特番 エンペラーボイスアカデミーオープンキャンパス（ニコニコ生放送、2016年10月17日）
- 「帝王森川とボイトレ男子のニコニコ生放送」【ボイトレ男子のボイスニコナマシー！！】（ニコニコ生放送、2018年2月3日）
- 「帝王森川とボイトレ男子のニコニコ生放送」第２回『ボイトレ男子のボイスニコナマシー』イベント直前スペシャル！！（ニコニコ生放送、2018年3月4日）
- 「帝王森川とボイトレ男子ニコニコ生放送」第３回『ボイトレ男子のボイスニコナマシー』ＧＷ直前スペシャル！！（ニコニコ生放送、2018年4月26日）

### イベント
- 「帝王森川とボイトレ男子　春の子猫ちゃん祭り」 (2017年3月20日、吉祥寺CLUB SEATA）
- 「帝王森川とボイトレ男子　秋の子猫ちゃん祭り」 (2017年10月15日、浦安市民プラザWave101 多目的大ホール）
- 「帝王森川とボイトレ男子　春の子猫ちゃんリサイタル」 (2018年3月18日、武蔵野音楽大学パルナソス多摩　シューベルトホール）
- 「ボイトレ男子限定イベント　春キュン♡萌えライブ」 (2019年3月3日、AMGホール）
- 「ボイトレ男子限定イベント　令和も共にボイトレ男子」 (2019年6月16日、AMGホール）
- 「夏恋〜海のボイトレ男子物語〜」 (2019年7月28日、AMGホール）

### 雑誌
- VISUALBOY BRUSH Vol.10 （鈴木拡樹×坂本和弥（ON/OFF））

### その他コンテンツ
- 「ボイトレ男子の熱情」- ボイスエンジェル 役 (2017年〜2018年）
- 「ボイトレ男子の発情」- ボイスエンジェル 役 (2018年）
- 「魔王薔薇門とボイトレ男子」- ボイスエンジェル 役 (2018年）

## ディスコグラフィ

### 配信シングル
| タイトル            | 発売日              | 収録曲 | 備考                      |
| 坂本和弥/大沼あさひ | 坂本和弥/大沼あさひ | 坂本和弥/大沼あさひ | 坂本和弥/大沼あさひ       |
| ------------------- | ------------------- | --- | ------------------------- |
| イショロガニム      | 2019年9月4日        | 1. イショロガニム／大沼あさひfeat.坂本和弥(AMG MUSIC) 2. イショロガニム／坂本和弥(AMG MUSIC)feat.大沼あさひ 3. イショロガニムinst. | 映画「黒い乙女Q&A」主題歌 |

### キャラクターソング
| 発売日  | タイトル                                           | 歌                           | 楽曲                                       | 備考                                                                                   |
| 2017年  | 2017年                                             | 2017年                       | 2017年                                     | 2017年                                                                                 |
| ------- | -------------------------------------------------- | ---------------------------- | ------------------------------------------ | -------------------------------------------------------------------------------------- |
| N/A     | N/A                                                | ボイスエンジェル（坂本和弥） | 「ボイスエクスタシー」ボイスエンジェルver. | ボイスドラマ「帝王森川とボイトレ男子」主題歌                                           |
| 2018年  |                                                    |                              |                                            |                                                                                        |
| 3月18日 | ボイトレ男子キャラクターソング集ダウンロードカード | ボイスエンジェル（坂本和弥） | 「星空のエデン」                           | ボイスドラマ「帝王森川とボイトレ男子」キャラクターソング                               |
| 2019年  |                                                    |                              |                                            |                                                                                        |
| 3月3日  | 『永遠の約束』ダウンロードカード                   | ボイスエンジェル（坂本和弥） | 「永遠の約束」                             | ボイスドラマ「帝王森川とボイトレ男子」スピンオフミニドラマ「ボイトレ男子の発情」主題歌 |
| N/A     | N/A                                                | ボイスエンジェル（坂本和弥） | 「帝王賛歌（エンペラーアンセム）」         | テレビアニメ「真夜中のボイトレ男子」第20話主題歌                                       |

### 参加作品
| 発売日        | 商品名         | 歌                      | 楽曲               | 備考                     |
| ------------- | -------------- | ----------------------- | ------------------ | ------------------------ |
| 2019年5月31日 | イショロガニム | 大沼あさひfeat.坂本和弥 | 「イショロガニム」 | 映画「黒い乙女Ｑ」主題歌 |

## その他

### 作詞
- 運命の花（作詞：ON/OFF｜作曲：ON/OFF）
- story〜春〜（作詞：坂本和弥｜作曲：勝山俊一郎）
- story〜夏〜（作詞：坂本和弥｜作曲：勝山俊一郎）
- story〜秋〜（作詞：坂本和弥｜作曲：勝山俊一郎）
- story〜冬〜（作詞：坂本和弥｜作曲：勝山俊一郎）
- 愛の罠 〜真夏のVenus〜 （作詞：ON/OFF｜作曲：勝山俊一郎）
- HEARTS ON FIRE（作詞：坂本和弥｜作曲：勝山俊一郎）
- 永遠の約束（作詞：ボイスエンジェル（坂本和弥）｜作曲：ファルヤP）